# Allan Zachariasen
Allan Zachariasen (Odense, 4 november 1955) is een voormalige Deense langeafstandsloper, die gespecialiseerd was in de marathon. Hij werd vijftienmaal Deens kampioen op de atletiekonderdelen veldlopen (viermaal), 3000 m steeple (vijfmaal), 5000 m (vijfmaal) en de 10.000 m (eenmaal). Hij had het Deense record in handen op de marathon en bezit nog altijd het Deense record op de 20 km. Ook nam hij eenmaal deel aan de Olympische Spelen, maar won hierbij geen medailles. 

## Loopbaan
Zijn eerste succes boekte Zachariasen in 1976 met het winnen van de nationale titel bij het veldlopen. Op 28-jarige leeftijd maakte hij zijn olympisch debuut op de Olympische Spelen van 1984 in Los Angeles. Met een tijd van 2:17.10 eindigde hij op een 25e plaats.
Zachariasen won verschillende marathons in zijn sportieve loopbaan, zoals de marathon van Esbjerg (1981), Twin City Marathon (1982 + 1983), marathon van Auckland (1986) en de marathon van Barcelona (1983 + 1990).
In zijn actieve tijd was hij aangesloten bij Odense Freja in Odense. Hij is leraar lichamelijke oefening aan de Oure Idrætsefterskole in Oure.

## Titels
- Deens kampioen 5000 m - 1980, 1981, 1982, 1986, 1988
- Deens kampioen 10.000 m - 1981
- Deens kampioen veldlopen - 1976, 1978, 1981, 1982
- Deens kampioen 3000 m steeple - 1980, 1981, 1982, 1983, 1986

## Persoonlijke records
Baan
| Afstand  | Prestatie | Datum | Plaats |
| -------- | --------- | ----- | ------ |
| 1500 m   | 3.42,8    | 1985  |        |
| 3000 m   | 7.54,0    | 1981  |        |
| 5000 m   | 13.42,15  | 1986  |        |
| 10.000 m | 29.06,15  | 1982  |        |

Weg
| Afstand        | Prestatie              | Datum            | Plaats    |
| -------------- | ---------------------- | ---------------- | --------- |
| 15 km          | 44.24 (ex-nat. rec.)   | 20 februari 1983 | Phoenix   |
| 20 km          | 59.21 (nat. rec.)      | 27 augustus 1983 |           |
| halve marathon | 1:03.31                | 13 augustus 1988 |           |
| 25 km          | 1:18.47                | 4 april 1980     | Paderborn |
| marathon       | 2:11.05 (ex-nat. rec.) | 18 maart 1983    | Barcelona |

## Palmares

### 10.000 m
- 1981:  Europacup (voorrondes) - 29.30,01

### 15 km
- 1983: 15 km van Phoenix - 44.24 (nat. rec.)

### marathon
- 1981:  marathon van Esbjerg - 2:15.22
- 1982:  marathon van Miami - 2:12.49
- 1982:  Twin Cities Marathon in St. Paul - 2:11.49
- 1982: DNF EK
- 1983:  marathon van Barcelona - 2:11.05 (nat. rec.)
- 1983:  Twin Cities Marathon in St. Paul - 2:13.21 (te kort gelopen)
- 1984: 11e marathon van Tokio - 2:12.16
- 1984: 25e OS - 2:17.10
- 1985:  marathon van Sacramento - 2:11.40
- 1986:  marathon van Rotterdam - 2:11.56
- 1986:  marathon van Sacramento - 2:13.44
- 1986:  marathon van Auckland - 2:12.36
- 1987:  marathon van Rotterdam -2:18.16
- 1987: 5e marathon van Houston - 2:12.43
- 1987: DNF WK
- 1988: 9e marathon van Rotterdam - 2:12.27
- 1989: 17e Londen Marathon - 2:13.15
- 1989: 4e marathon van Houston - 2:14.23
- 1990:  marathon van Barcelona - 2:16.30
- 1990:  marathon van Houston - 2:13.08

### veldlopen
- 1979: 174e WK veldlopen - 42.17
- 1982: 80e WK veldlopen - 35.42
- 1988: 88e WK veldlopen - 37.32